# The Servants
The Servants est un groupe d'indie pop britannique, originaire de Hayes, Hillingdon, en Angleterre. Il est principalement actif au milieu des années 1980.

## Biographie
David Westlake forme le groupe à Hayes, Hillingdon, avec son camarade d'école de l'époque Ed Moran. The Servants jouent leur premier concert au Water Rats Theatre de London's King's Cross le 1er juillet 1985. The Servants est le groupe de David Westlake (chant, guitare) qui compose les morceaux. À ses côtés, John Mohan (guitare), Philippe King (basse) et John Wills (batterie). Les chansons sont résolument dans le style pop. Le groupe se fait connaître en figurant sur la célèbre compilation C86, avec le titre Transparent.
Leurs disques paraissent sur le label Head fondé par Robert Hampson. Au début de 1988, The Servants signent chez Glass Records, qui leur promettra un budget raisonnable pour l'enregistrement d'un album. Ils sont annoncés en studio avec John Brand, producteur du groupe de punk rock The Ruts. Ils enregistrent un singe épique, celui de It's My Turn. Ils jouent quelques concerts en son soutien mais Glass repousse l'album pendant un an.
The Servants publie finalement son premier album, Disinterest, en 1990 chez Paperhouse Records. Dix ans après sa sortie, Haines expliquera que « c'est [dix ans] trop tard et quinze ans trop tôt. »
Westlake et Haines enregistrent le deuxième album des Servants, Small Time, en 1991. Vingt ans plus tard – après l'inclusion de Disinterest dans la liste des meilleurs albums de tous les temps établie en 2011 par le magazine Mojo – il est publié en 2012 au label Cherry Red Records (puis en 2013 chez Captured Tracks). Small Time est l'album préféré de Westlake. Les morceaux sont, d'après Haines, « plus mystérieux, étranges, ça ne ressemble... vraiment à rien d'autre. »
Le dernier concert des Servants s'effectue au Rock Garden, 21 août 1991 – « sans rien pour manœuvrer et sans aucune autre occasion », le groupe se sépare. David Westlake continue avec un nouveau groupe, Hangman Beautiful Daughters. Le batteur John Wills fera partie un temps de Loop, le groupe néo-psychédélique de Robert Hampson.
Westlake et Haines jouent pour la première fois 23 ans plus tard au Lexington, London N1, le 4 mai 2014. Westlake et le groupe joue à l'émission NME C86 le 14 juin 2014 à Londres en parallèle à la sortie de la réédition de C86.

## Discographie

### Album studio
- 1990 : Disinterest
- 2012 : Small Time (Cherry Red Records)

### Singles
- 1986 : She's Always Hiding (Head Records)
- 1986 : The Sun, a Small Star (Head Records)